# Loxodera caespitosa
Loxodera caespitosa là một loài thực vật có hoa trong họ Hòa thảo. Loài này được (C.E.Hubb.) B.K.Simon mô tả khoa học đầu tiên năm 1971.